# Múscul gluti mitjà
El gluti mitjà (musculus gluteus medius) és un múscul de la regió glútia sota del gluti major; és ampli i gruixut. S'insereix en la vora externa de la cresta ilíaca, espina ilíaca anterior superior, fossa ilíaca externa i aponeurosi glútia; per sota en la cara externa del trocànter gran.
L'innerva el nervi gluti superior, branca del plexe sacre. Està irrigat per una branca de l'artèria glútia superior. La seva funció és l'abducció i rotació del fèmur.

## Imatges

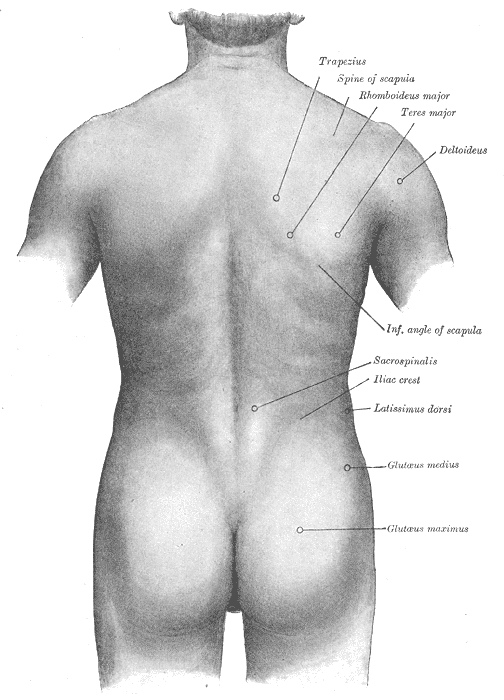
Anatomia de la superfície de la part posterior.
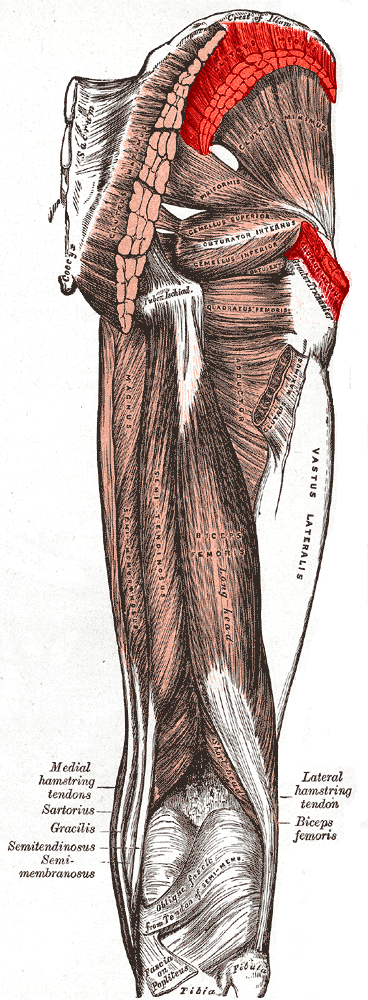
Superfície glútia de l'os ílium, sota el gluti major.
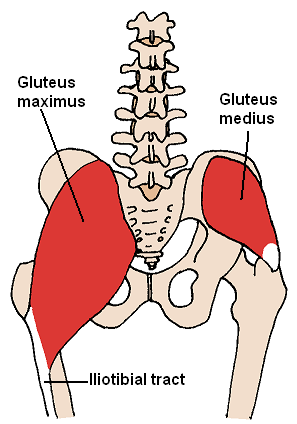
El gluti mitjà i els músculs propers.
Posició del múscul gluti mitjà (en vermell). Animació.
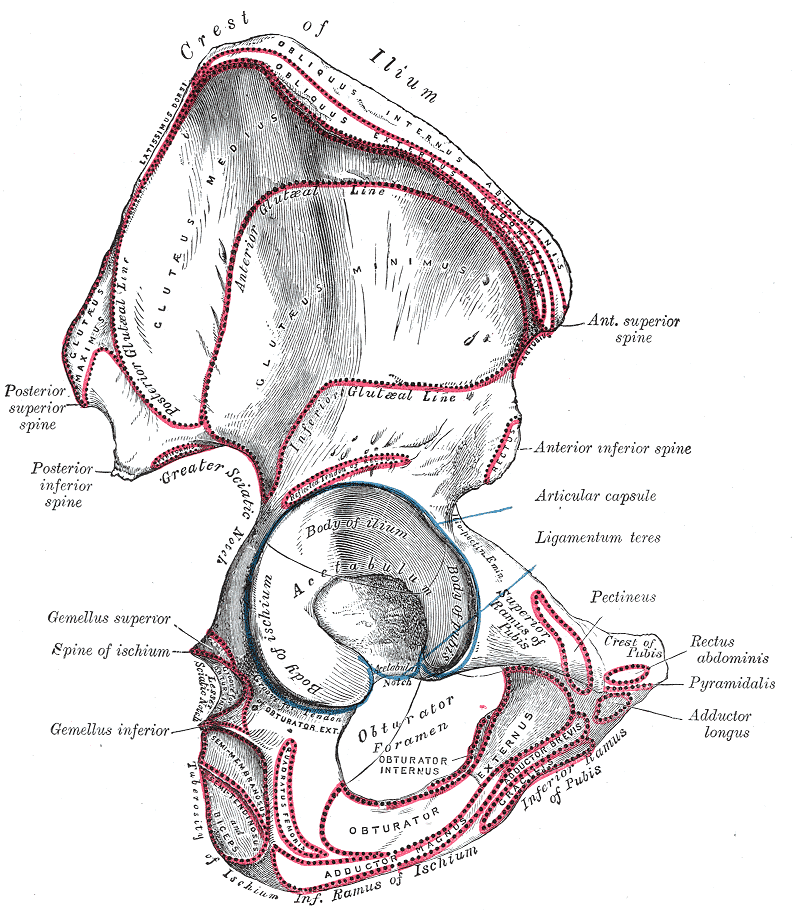
Os del maluc dret. Superfície externa.
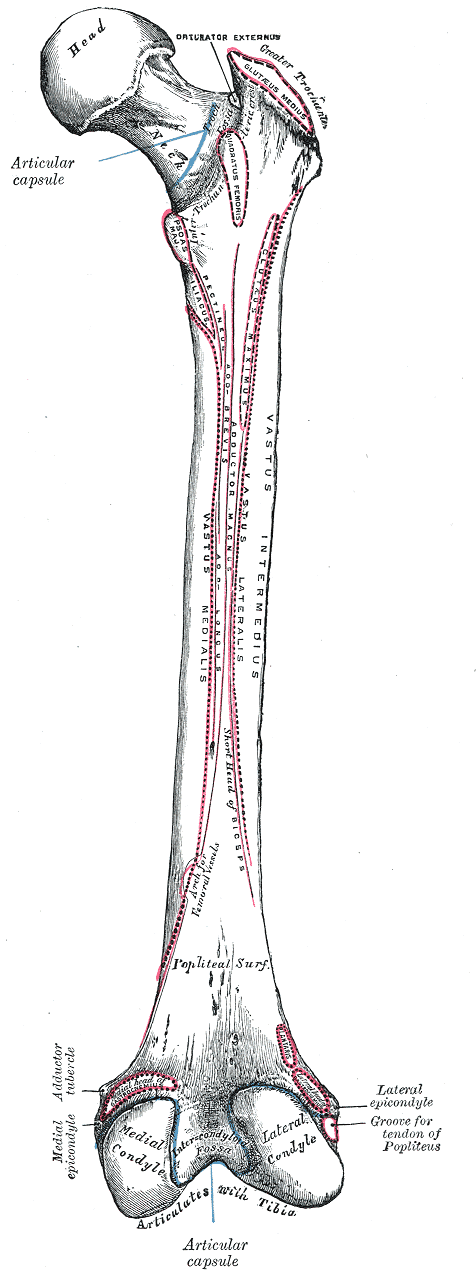
Fèmur dret. Superfície posterior.
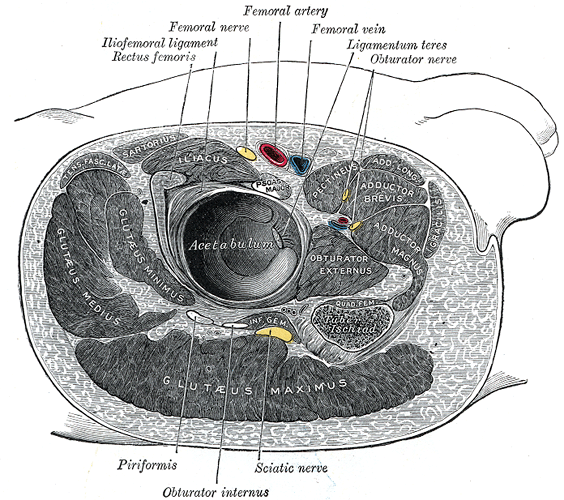
Estructures que envolten l'articulació del maluc dret.
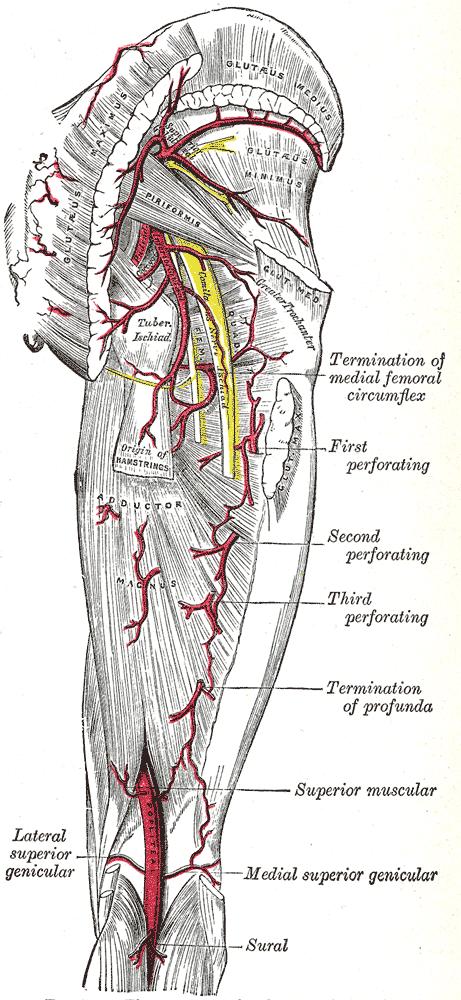
Les artèries de les regions femoral posterior i gluteal.
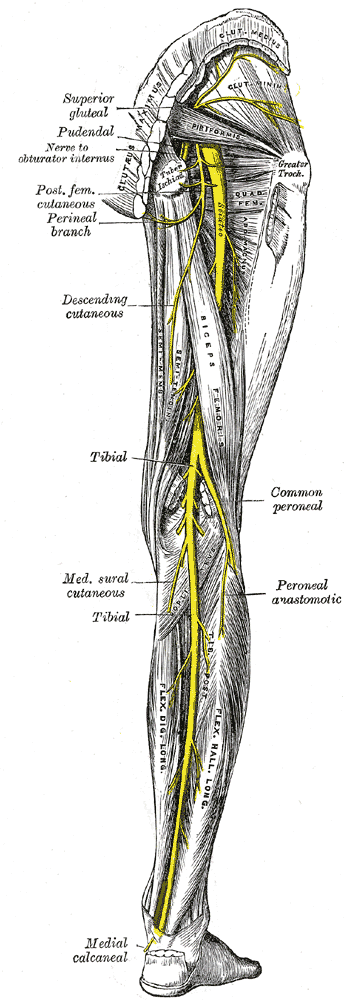
Les artèries de les regions femorals dels glutis i posterior.
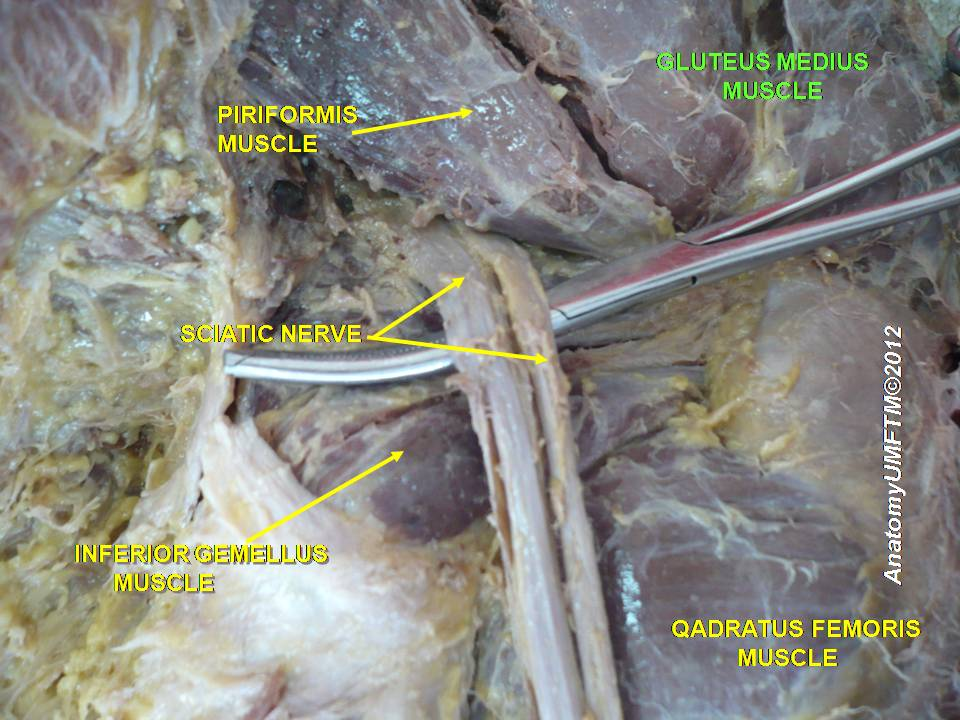
Múscul gluti mitjà.